# STB BC4R 31–33
Die 1903 gebauten Reisezugwagen der Gattung BC4R und den Nummern 31–33 der Seetalbahn (STB) waren die ersten Buffetwagen der Schweiz.

## Geschichte
1903 liess die STB bei der Schweizerischen Industrie-Gesellschaft (SIG) drei Personenwagen mit zweiachsigen Drehgestellen mit spezieller Ausstattung bauen. Äusserlich entsprachen sie den schon zuvor bei der STB eingesetzten Personenwagen, allerdings waren die Fenster oben abgerundet und anstelle eines Waschraums mit Toilette war ein Küche mit Kühlschrank und Spültisch eingebaut. Die Fahrgäste konnten klingeln, wenn sie einen Wunsch hatten und in der Küche war an einem Schaltpult ersichtlich an welchem Tisch geklingelt wurde. Sie boten 16 Sitzplätze in der 2. Klasse und 47 in der 3. Klasse.
Diese ersten Buffetwagen der Schweiz wurden von der Schweizerischen Speisewagen-Gesellschaft betrieben.
1911 wurden die Wagen mangels Rentabilität zu normalen Personenwagen umgebaut. 1922 bei der Verstaatlichung der STB kamen die Wagen zu den Schweizerischen Bundesbahnen (SBB).
| Ursprüngliche Wagennummer | Nummer ab 1911 | SBB-Nummer ab 1922 | SBB-Nummer ab 1949 | Ausserdienststellung | Anmerkungen                     |
| ------------------------- | -------------- | ------------------ | ------------------ | -------------------- | ------------------------------- |
| BC4R 31                   | BC4 31         | BC4 4927           | BC4 4581           | 1962                 | (1959 in Arbeitswagen umgebaut) |
| BC4R 32                   | BC4 32         | BC4 4928           | –                  | 1946                 |                                 |
| BC4R 33                   | BC4 33         | BC4 4929           | BC4 4582           | 1951                 |                                 |